# Westerville (Ohio)
Westerville es una ciudad ubicada en el condado de Franklin en el estado estadounidense de Ohio. En el Censo de 2010 tenía una población de 36 120 habitantes y una densidad poblacional de 1105,86 personas por km².

## Historia

### Historia temprana
La tierra que es ahora Westerville se colonizó primeramente circa 1810. En 1818, tres colonos holandeses, Matthew, Peter y William Westervelt, emigraron de Nueva York a la zona. En 1836, Matthew Westervelt donó la tierra para la construcción de una iglesia metodista y el asentamiento se nombró subsecuentemente «Westerville» en honor a la familia.
En 1839, el seminario Blendon de los jóvenes se fletó. Matthew Westervelt era uno de sus primeros fideicomisarios. En 1846, La Iglesia de los Hermanos Unidos en Cristo compró el seminario. Al año siguiente, el seminario se reformó y se renombró «el Colegio Otterbein», que debe su nombre a Philip William Otterbein, quien fue el fundador de la iglesia. Ese colegio es hoy la Universidad Otterbein, una universidad privada.
Durante el periodo prebélico, varios hogares en Westerville era estaciones en el Ferrocarril Subterráneo.  Entre ellos se encontraba la Casa de Benjamin Russell Hanby. Hanby hubo mudado a Westerville en 1849, cuando él tenía dieciséis años de edad, para matricularse en la Universidad Otterbein. Hanby se inspiró en los esclavos sureños a escribir la canción «Darling Nelly Gray» y él pasó a componer muchos himnos y canciones, incluyendo el himno navideño «Who is He in Yonder Stall?» y la canción navideña «Up On The Housetop». Su hogar en Westerville es registrado en el Registro Nacional de Lugares Históricos de los Estados Unidos y en 1937 se dedicó como museo. Se posee actualmente por la Sociedad Histórica de Ohio y se gestiona por la Sociedad Histórica de Westerville. Es el único monumento a un compositor en el estado de Ohio.

### «La capital seca del mundo»
En 1859, un ordenanza municipal prohibía la venta de alcohol en Westerville. En la década de 1870, un conflicto creciente entre fuerzas protemplanzas y antitemplanzas se desbordó en la «las guerras Westerville del güisqui». Henry Corbin, un empresario, intentó dos veces abrir una taberna en Westerville, una vez en 1875 y una vez en 1879. En ambos ocasiones, los ciudadanos hicieron estallar su establecimiento con pólvora. La reputación de Westerville por la templanza era tan significativo que en 1909 la Liga antitaberna trasladó su sede nacional de Washington D. C. a Westerville. La Liga, que era a la vanguardia del Movimiento por la Templanza, obtuvo su mayor triunfo cuando en 1919 la Enmienda XVIII a la Constitución de los Estados Unidos se ratificó en 1919. La Liga impresía tantos panfletos (más que 40  toneladas mensualmente) que Westerville, entonces conocida como «la capital seca del mundo», era el pueblo más pequeña de la nación que tenía una oficina postal del primera clase. En 1973 la sede de liga se donó a la Biblioteca Pública de Westerville y es ahora un museo. Después de la prohibición del alcohol en los Estados Unidos terminó, Westerville se quedó seco durante la mayor parte del siglo XX.

### Historia moderna
En 1995 la ciudad anexionó 941 acres (3,81 km²) de tierra a su norte, incluyendo varios negocios alcohol-vendiendo. Votantes aprobó subsecuentemente la venta de alcohol en Westerville antiguo. En 2006, Micheal's Pizza sirvió la cerveza primera en más que 70 años.

## Geografía
Según la Oficina del Censo de los Estados Unidos, Westerville tiene una superficie total de 32.66 km², de la cual 32.3 km² corresponden a tierra firme y (1.09 %) 0.36 km² es agua.

## Demografía
Según el censo de 2010, había 36120 personas residiendo en Westerville. La densidad de población era de 1105,86 hab./km². De los 36 120 habitantes, Westerville estaba compuesto por el 88.6 % blancos, el 6.37 % eran afroamericanos, el 0.16 % eran amerindios, el 2.29 % eran asiáticos, el 0.01 % eran isleños del Pacífico, el 0.49 % eran de otras razas y el 2.08 % pertenecían a dos o más razas. Del total de la población el 1.93 % eran hispanos o latinos de cualquier raza.